# Grästorps köping
Denna artikel handlar om den tidigare kommunen Grästorps köping. För orten se Grästorp.
Grästorps köping var en tidigare kommun i Skaraborgs län.

## Administrativ historik
Grästorps köping bildades år 1900 genom en utbrytning ur Tengene landskommun.
Köpingen upphörde 1 januari 1952 enligt beslut den 24 mars 1950 och 28 september 1951 och uppgick i Grästorps landskommun. Inom den forna köpingens område fortsatte dock ordningsstadgan, byggnadsstadgan och hälsovårdsstadgan att gälla, fastän området inte utgjorde ett municipalsamhälle. Grästorps landskommun ombildades 1 januari 1971 till Grästorps kommun.

### Kyrklig tillhörighet
Grästorps köping hörde i kyrkligt hänseende till Tengene församling.

## Heraldiskt vapen
Grästorps köping förde inte något vapen.

## Politik

### Mandatfördelning i valen 1938-1946
| 4 | 16 |

| 20 |

| 6 | 14 |

| 20 |

| 2 | 4 | 14 |

| 20 |